# Мюленкамп, Йоханнес
Йоханнес Мюленкамп (нем. Johannes Mühlenkamp; 9 октября 1910, Мец, Лотарингия — 23 сентября 1986, Лангельсхайм, Гослар) — штандартенфюрер войск СС, кавалер Рыцарского креста Железного креста с Дубовыми листьями.

## Карьера
Сын хозяина гостиницы. С 1933 года вступает в НСДАП (№ 2800042), а 1 апреля в СС (№ 86065) с зачислением в 4-й штандарт СС «Шлезвиг-Гольштейн». В сентябре 1934 перевёлся во 2-й штандарт СС «Германия».
После окончания юнкерского училища в Брауншвейге 20 апреля 1936 года получил звание унтерштурмфюрера СС. 5 мая назначен командиром роты своего полка, во главе которой отличился во время Польской кампании.
С 1 декабря 1940 года командовал разведывательным батальоном дивизии СС «Рейх». 15 октября 1941 года тяжело ранен шрапнелью и 4 месяца провёл в госпитале.
11 февраля 1942 назначен командиром танкового батальона дивизии СС «Викинг», впоследствии переросшего в 5-й танковый полк СС.
3 сентября 1942 года награждён Рыцарским крестом Железного креста. С 12 августа по 9 октября 1944 года командовал 5-й танковой дивизией СС «Викинг». 21 сентября 1944 года получил Дубовые листья к Рыцарскому кресту.
9 октября переведён в инспекцию танковых частей войск СС в Главном оперативном управлении СС.
С 30 января 1945 по 5 февраля 1945 командовал созданной дивизией СС «30 января».

## Награды
- Железный крест 2-го класса
- Железный крест 1-го класса
- Нагрудный знак За ранение в золоте
- Немецкий крест в золоте (2 января 1942)
- Рыцарский крест (3 сентября 1942)
  - Дубовые листья (21 сентября 1944)
- За танковую атаку (нагрудный знак)